# When Broken Is Easily Fixed
When Broken Is Easily Fixed (Al español: Cuando lo roto es arreglado fácilmente) es el primer álbum LP de la banda de post hardcore canadiense Silverstein. De dicho disco nacieron dos sencillos con su video respectivo.

## Listado de canciones
Todas las canciones escritas y compuestas por Silverstein. 
| N.º   | Título                        | Duración |  |
| 1.    | «Smashed Into Pieces»         | 3:44     |  |
| 2.    | «Red Light Pledge»            | 3:51     |  |
| 3.    | «Giving Up»                   | 4:12     |  |
| 4.    | «November»                    | 4:15     |  |
| 5.    | «Last Days of Summer»         | 4:30     |  |
| 6.    | «Bleeds No More»              | 3:16     |  |
| 7.    | «Hear Me Out»                 | 3:50     |  |
| 8.    | «The Weak and the Wounded»    | 3:15     |  |
| 9.    | «Wish I Could Forget You»     | 3:26     |  |
| 10.   | «When Broken Is Easily Fixed» | 4:19     |  |
| 11.   | «Friends In Fall River»       | 3:18     |  |
| 12.   | «Forever and a Day»           | 4:28     |  |
| 37:19 |                               |          |  |

## Composición
Track's 1, 2, 3, 6 compuestos totalmente por Told, Track's 4, 7 y 10 compuestos por Boshart, Bradford y Told, Track's 5 y 8 compuestos por Boshart y Told, y track 9 por Bradford, Koehler y McWalter.

## Créditos
Silverstein
- Neil Boshart - guitarra principal
- Josh Bradford - guitarra rítmica
- Shane Told - guitarra rítmica, voz
- Paul Koehler - batería, percusión
- Billy Hamilton - bajo

Extras
- Kyle Bishop - vocalista invitado en "When Broken Is Easily Fixed"

Producción
- Justin Koop - Producción y Mezcla
- Eric Deleporte - Producción
- Alan Douches - Masterización

- Datos: Q2454175